# Hilliard (Ohio)
Hilliard é uma cidade localizada no estado norte-americano do Ohio, no Condado de Franklin.

## Demografia
Segundo o censo norte-americano de 2000, a sua população era de 24.230 habitantes.
Em 2006, foi estimada uma população de 26.812, um aumento de 2582 (10.7%).

## Geografia
De acordo com o United States Census Bureau tem uma área de 28,9 km², dos quais 28,9 km² cobertos por terra e 0,0 km² cobertos por água. Hilliard localiza-se a aproximadamente 289 m acima do nível do mar.

## Localidades na vizinhança
O diagrama seguinte representa as localidades num raio de 12 km ao redor de Hilliard.